# Pectinia elongata
Pectinia elongata là một loài san hô trong họ Pectiniidae. Loài này được Rehberg mô tả khoa học năm 1892.